# Claudio Tadeu Daniel-Ribeiro
Cláudio Tadeu Daniel-Ribeiro (Rio de Janeiro, 19 de agosto de 1952), é um médico imunoparasitologista e cientista brasileiro.

## Biografia
Cláudio Tadeu Daniel-Ribeiro (Rio de Janeiro, 19 de agosto de 1952) é um médico imunoparasitologista brasileiro, Pesquisador Titular (1987) e Chefe do Laboratório de Pesquisa em Malária (1991) do Instituto Oswaldo Cruz (IOC) - Fiocruz. É bolsista de produtividade do CNPq desde 1984. É Membro Titular da Academia Nacional de Medicina (2010), da Academia Fluminense de Letras (2019) e da Academia de Medicina do Estado do Rio de Janeiro (2002), além de Membro Associado Estrangeiro da Academia Nacional de Medicina da França (2009). Ele é membro de Câmaras e Comitês Técnicos, como a Câmara Técnica de Doenças Infecciosas e Parasitárias do Conselho Regional de Medicina do Estado do Rio de Janeiro e do Programa Nacional de Controle da Malária do Ministério da Saúde (ambos desde 2010). É graduado em Medicina pela Fundação Técnico Educacional Souza Marques (1976), obteve título de Mestre na Université Pierre et Marie Curie (1981, atual Sorbonne) e de Doutor (Diploma de Estado) em Biologia Humana (Imunologia, 1983) na mesma Universidade. Possui Pós-doutorado pelo Institut Pasteur (1998). Foi condecorado com a comenda de Chevalier des Palmes Académiques do Governo Francês (2013), com o título de Doutor honoris causa da Universidade Nova de Lisboa (2016) e com as medalhas Henrique Aragão e Virgínia Schall, da Fiocruz.

## Infância
Cláudio Tadeu Daniel-Ribeiro é filho de Ayrton Daniel-Ribeiro, aviador e engenheiro, e Lia Catão Ribeiro, professora, artista, escritora e Membro da Academia Brasileira de Belas Artes. Concluiu seu ensino fundamental na Escola (pública) 2-3 Minas Gerais, antes de entrar no Colégio Andrews. Estudou, também, no Colégio Jesuíta São Luís, em São Paulo, e, posteriormente, no Colégio Militar do Rio de Janeiro.
Na ocasião da posse de Cláudio Tadeu Daniel-Ribeiro na Academia Fluminense de Letras, o Acadêmico Flávio Chame Barreto saudou o novel Acadêmico, ilustrando o momento em que o pesquisador vislumbrou a primeira centelha de interesse pela medicina. Na altura dos seis anos de idade, ao se assustar com a algazarra promovida por jovens de boina verde despidos da cintura para cima e com os corpos pintados, vista da janela de sua casa, na Urca. A mãe acalmou-o explicando-lhe que aquilo correspondia a um trote dos calouros da Faculdade Nacional de Medicina e a voz, em tom de deferência e respeito, gerou nele enorme curiosidade pela profissão que a mãe, usualmente muito rigorosa, admirava a ponto de tolerar a berraria dos estudantes. A partir desse episódio, “sua curiosidade aguçou-se [...] na medida em que lia os livros sobre ciência, grandes cientistas, médicos e grandes descobertas que eram fartamente oferecidos pelos seus pais”, de acordo com Chame Barreto.

## Instituições
Desde 1984, é Pesquisador no CNPq, onde foi bolsista nível 1A por 14 anos na área de Imunologia. Hoje, é Assessor Ad-Hoc, Pesquisador 1B e Membro do Comitê Gestor do INCT/CNPq de Neuroimunomodulação.
Em dezembro de 1983, foi contratado pela Fundação Oswaldo Cruz como Pesquisador Auxiliar, ascendeu a Pesquisador Assistente e passou a ministrar as disciplinas de Malariologia Básica e Imunologia Geral no programa de pós-graduação stricto sensu em Biologia Parasitária (PGBP) do Instituto Oswaldo Cruz (IOC, Fiocruz). É Chefe do Laboratório de Pesquisa em Malária desde 1985 [excetuando-se os anos em que atuou como Chefe do Departamento de Imunologia (1988-1993, 1996-2001, 2001-2007), até a extinção dos Departamentos na estrutura organizacional formal do IOC, e Diretor do Instituto Oswaldo Cruz (IOC, 1993-1994)]. Foi Membro das Comissões de Estudo e Reclassificação dos Pesquisadores do IOC (1986-1987), para Promoção dos Pesquisadores do Instituto Oswaldo Cruz (1990-1991), para Credenciamento de laboratórios do Instituto Oswaldo Cruz (1990-1992), Membro do Conselho Deliberativo da Fundação Oswaldo Cruz (1993-1994), Membro do Conselho de Pós-Graduação do Curso de Biologia Parasitária (PGBP, 1999-2005), Membro da Câmara Técnica de Pesquisa do IOC (2001-2005 e 2013-2014), Presidente da Comissão de Pós-Graduação Interinstitucional (2000-2010) do IOC. Hoje, é Pesquisador Titular, Professor de Malariologia no PGBP e Coordenador do Centro de Pesquisa, Diagnóstico e Treinamento em Malária da Fiocruz, Laboratório de Referência para a Malária na Extra-Amazônia junto à Secretaria de Vigilância em Saúde e Ambiente do Ministério da Saúde.
Desde 1989, é Assessor Ad-Hoc e Cientista do Nosso Estado da FAPERJ, onde participa do Comitê Gestor de Projeto de Rede Temática em Neuroinflamação.
Cláudio Tadeu Daniel-Ribeiro é Membro Titular da Academia de Medicina do Estado do Rio de Janeiro (Acamerj, Cadeira nº 30, Patrono Ernesto Tornaghi), desde 2002, e na qual ocupa atualmente o cargo de Presidente do Conselho Científico (Gestão 2024-2026). Ele foi saudado em sua posse por seu confrade e tutor de internato (1976) no Hospital de Clínicas Gaffrée Guinle, Omar da Rosa Santos. Ele preside o Comitê Assessor do projeto “Development of a Vaccine Against Schistosomiais based on the recombinant Sm14 a member of the Fatty Acid Binding Protein”.
Foi Membro do Conselho Científico da Fondation International Laveran (Veyrier-du-lac, France, de 1990 até a dissolução da Fundação) e da Iniciativa Impact Malaria (Paris, França) entre 2002 e 2006. 
Em 2009, tornou-se Membro Correspondente da Academia Nacional de Medicina da França, na qual, desde 2022, é Associado e onde participa como Membro, também, do Conseil des Partenaires Internationaux de la Fondation Académie de Médecine, desde 2018.
É integrante do projeto Academia na Escola, desde 2021.
Em 15 de julho de 2010, foi eleito Membro Titular da Academia Nacional de Medicina (ANM), onde foi empossado em 31 de agosto do mesmo ano, sob a presidência do Acadêmico Pietro Novellino. Cláudio Tadeu Daniel-Ribeiro ocupa a Cadeira nº 87, que tem como Patrono João Baptista de Lacerda. Na ocasião de sua posse, foi saudado pelo Acadêmico José Rodrigues Coura, seu colega e também ex-Diretor do IOC, Fiocruz, com quem organizou, em 2012, o XVIII Congresso Internacional de Medicina Tropical e Malária, cujo Comitê Científico Presidiu, que trouxe para o Brasil quando integrava a Direção da Federação Internacional de Medicina Tropical, e cujo Conselho Científico presidiu. Em sua candidatura, apresentou a monografia inédita intitulada “Otimização da infecção experimental de primatas neotropicais Saimiri sciureus por Plasmodium falciparum para a pesquisa e o desenvolvimento de vacinas antimaláricas”. Na ANM, ocupou os cargos de Primeiro Secretário (2015-2017), Diretor de Arquivo (2020-2021) e Presidente da Secção de Ciências Aplicadas à Medicina (2022-2023). Atualmente, é Coeditor dos Anais da Academia Nacional de Medicina.
É acadêmico da Academia Fluminense de Letras desde 7 de outubro de 2019. Na instituição, ocupa a Cadeira nº 31, cujo Patrono é o também médico Paulo da Silva Araújo.

## Principais contribuições
O Dr. Daniel-Ribeiro se dedica, desde 1977, ao estudo da malária em suas várias facetas. São exemplos o foco em vários aspectos básicos da imunidade protetora e da imunopatologia da malária humana em áreas endêmicas brasileiras. Nos anos 80, em parceria com os Doutores Leônidas de Mello Deane (IOC) e Ruth Nussenzweig (NYUMC) e das então mestrandas Dalma Maria Banic e Joseli de Oliveria-Ferreira (que hoje integram, como pesquisadoras doutoras, o staff do Instituto Oswaldo Cruz, Fiocruz, e do Laboratório de Pesquisa em Malária, LPM), ele ajudou a mapear a transmissão e caracterizar aspectos da imunidade contra a malária em crianças e adultos migrantes não imunes em municipalidades endêmicas do estado de Rondônia. Com o uso de métodos imunoradiométricos, abordagem então inédita no Brasil, mostrou, com a equipe do Dr. Deane, quais mosquitos vetores se infectavam com quais plasmódios e em quais locais. Foi com esse trabalho que Deane demonstrou a mudança de comportamento e hábitos dos mosquitos Anopheles spp. que, pressionados pela borrifação do inseticida Dicloro-Difenil-Tricloroetano (DDT) no intradomicílio por décadas, deixaram de picar dentro das casas para picar nos peridomicílios, na imediata vizinhança das residências, obrigando a mudança da estratégia de luta antivetorial em várias regiões endêmicas para a malária, pelo Ministério da Saúde.
Com a Dra. Maria de Fátima Ferreira-da-Cruz, e em colaboração com equipes francesas, como as dos Professores Daniel Camus, Ginette Jaureguiberry e Pierre Ambroise-Thomas, o LPM, criado por Daniel-Ribeiro e Ferreira-da-Cruz no IOC, investe há anos no desenvolvimento e adequação de métodos moleculares de diagnóstico da malária, o que determinou uma das vocações do LPM e resultou na criação e credenciamento do “Centro de Pesquisa, Diagnóstico e Treinamento em Malária” (CPD-Mal, com sede na Fiocruz) como Laboratório de Referência do Ministério da Saúde (MS) para a malária na Extra-Amazônia. O CPD-Mal é composto por quatro laboratórios, sendo dois (Laboratório de Parasitologia e Laboratório de Doenças Febris Agudas) do Instituto Nacional de infectologia Evandro Chagas (INI) e dois do IOC (Laboratório e Vetores de Hematozoários e o LPM), na Fiocruz.
Com Leonardo J. M. Carvalho (então doutorando e hoje também pesquisador do LPM), Daniel-Ribeiro empregou, por cerca de duas décadas, o modelo de primatas não-humanos (PNH) neotropicais para o desenvolvimento e teste de vacinas contra formas sanguíneas de Plasmodium falciparum. O trabalho demandou investimento para a melhoria das condições de manejo e experimentação em PNH, incluindo um acordo com o Institut Pasteur de Cayenne para o reforço das colônias de Saimiri sciureus, em dois Centros de Primatologia do MS, que seguem merecendo e requerendo cuidado e apoio da Fiocruz e do MS. O estudo permitiu identificar formulações e esquemas vacinais com maiores chances de eficácia e imunogenicidade em humanos, aumentar a compreensão dos mecanismos envolvidos na proteção imune induzida e desenvolver metodologias para melhorias do modelo e de seu estudo.
Sob a orientação da Dra. Patrícia Brasil, Fiocruz, Anielle de Pina-Costa estudou os casos de malária de Mata Atlântica (dita "malária de bromélia", porque as formas larvares dos mosquitos vetores Anopheles kerteszia cruzii e An. kerteszia bellator crescem nas axilas de bromélias nessa região), diagnosticados e tratados no INI, Fiocruz, de 2006 a 2014. Esse trabalho de doutorado preparou suas equipes para o estudo do surto de malária de Mata Atlântica, ocorrido na região serrana do Rio de Janeiro, com 50 casos relatados em 2015 e 2016. O trabalho permitiu a comprovação da ideia original de Leônidas Deane, nos anos 1960, de que a malária dessa região corresponderia a uma malária zoonótica envolvendo primatas PNH da floresta Atlântica e o Plasmodium simium, até então descrito unicamente em macacos. A confirmação, feita pelo sequenciamento do genoma (primeiro o mitocondrial e, depois, o genoma completo) do parasito, permitiu a descrição do oitavo tipo de plasmódio causador da malária humana no mundo.
Como sequência natural de seus estudos sobre a malária cerebral em humanos e, sobretudo, no modelo experimental murino, o seu grupo passou a se interessar pelas sequelas cognitivas e comportamentais desta forma complicada da malária e, posteriormente, da malária não grave, que corresponde a mais de 95% dos casos no mundo. Desenvolveram um modelo para demonstrar que essas sequelas podem ser detectadas também na malária não grave experimental e evidenciaram, de forma inédita, que a imunomodulação, através da imunização com antígenos capazes de induzir uma resposta imune com perfil anti-inflamatório (Th2), como a vacina antitetânica (dT) adulta, são capazes de mitigar ou até suprimir essas sequelas. Dados recentes do grupo mostram que o exercício físico pode ter o mesmo efeito promotor do desempenho cognitivo. Tais descobertas podem impactar positivamente o tratamento de crianças com malária no Brasil e outros países, diminuindo o déficit escolar associado, mesmo a formas não graves da doença.
Além da contribuição científica descrita acima, o Dr. Daniel-Ribeiro e sua equipe fizeram contribuições para o ensino, a formação de recursos humanos pós-graduados e a capacitação de pessoal para o serviço na área de malariologia. Cabe destacar o Curso Internacional de Malariologia, realizado em 1990 com o apoio da Secretaria de Vigilância em Saúde e Ambiente (então Fundação Nacional de Saúde - FNS) do Ministério da Saúde e o aval da Organização Mundial da Saúde. O curso, destinado fundamentalmente a profissionais de controle da endemia, formou 15 profissionais da FNS antes de se tornar Nacional sob a tutela do Cor Jesus Fontes, que o organizou de 1993 a 1996 no Mato Grosso. O Dr. Daniel-Ribeiro presidiu, em 2012, o Comitê Científico do Congresso Internacional de Medicina Tropical e Malária, que trouxe para o Brasil quando Secretário Geral da Federação Internacional de Medicina Tropical, entidade que também presidiu (2012-2016). O congresso ocorreu no Rio de Janeiro, presidido por seu colega, também ex-Diretor do IOC e confrade da Academia Nacional de Medicina, José Rodrigues Coura, com mais de 2000 inscritos e de 400 convidados.
Inspirado em uma iniciativa francesa, Les Séminaires Laveran, organizados por Daniel Camus e Pierre Ambroise-Thomas no âmbito da Fondation Internationale Laveran, cujo conselho científico o brasileiro integrava, Daniel-Ribeiro criou, em 1995, com Ferreira-da-Cruz, um fórum para discussão com estudantes de pós-graduação stricto sensu em malariologia. Os Seminários Laveran & Deane (SL&D), que homenageiam dois malariologistas importantes, o francês Charles Louis Alphonse Laveran e o brasileiro Leônidas de Mello Deane,  nasceram destinados à análise, discussão e aprimoramento de projetos de teses em malária. Os SL&D, de realização anual, já contribuíram para a qualidade de cerca de 400 projetos de pós-graduação (portanto, projetos brasileiros de pesquisa) em malária (grande parte provenientes da Amazônia, área endêmica de malária no Brasil e prioridade absoluta para a seleção dos alunos), com a ajuda de mais de 200 professores e professores relatores. O evento tem estrutura e dinâmica únicas, e tornou-se referência para estudantes, pesquisadores e profissionais do serviço na área em todo o Brasil, e está em sua 28ª edição. A metodologia de organização foi aplicada em outros eventos, que não conseguiram se manter ao longo do tempo (como o próprio Séminaire Laveran francês, que inspirou os organizadores brasileiros) por falta de apoio financeiro e/ou institucional. No site do Seminário, há um vídeo feito por ocasião da 20ª edição dos SL&D, que mostra como as comunidades de malariologistas e estudantes vêem o evento. Aos 3’44” Daniel Camus cita claramente do sucesso dos organizadores do SL&D em manter com estabilidade o evento.

## Honrarias
Em 1999, recebeu o VI Prêmio Sendas da Saúde, Casas Sendas Ind. e Comércio S.A.; foi eleito Membro Titular da Academia Fluminense de Medicina, em 2002; Membro Correspondente estrangeiro da Academia Nacional de Medicina da França, em 2009 e Membro Titular da Academia Nacional de Medicina, em 2010. Em 2013, lhe foi outorgada a Comenda de Chevalier dans l’Ordre des Palmes Académiques, pelo Ministério da Educação Nacional Francês. Recebeu, em 2016, a Medalha de la Société Française de Pathologie Exotique e o título de Doutor Honoris Causa, pela Universidade Nova de Lisboa. Tornou-se Membro Titular da Academia Fluminense de Letras, em 2019 e Membro Associado Estrangeiro da Academia Nacional de Medicina da França, em 2022. Recebeu ainda a Medalha Henrique Aragão (2022) e a Medalha Virgínia Schall do Mérito Educacional (2024), pela Fundação Oswaldo Cruz e a Medalha Oswaldo Cruz de Honra ao Mérito, pela Sociedade Brasileira de Higiene e Saúde Pública (2023). 

## Editoração
Foi membro do corpo editorial do The Open Autoimmunity Journal (2008-2014) e participa ou participou do Corpo Editorial de dez periódicos: Memórias do Instituto Oswaldo Cruz (1989, Editor Associado desde 2022); Acta Tropica (1991); Parasite (Paris, 1994); Médecine Tropicale (1998); Cadernos de Estudos Avançados do Instituto Oswaldo Cruz (2005); Neurociências (Atlântica Editora, desde 2006); The Open Parasitology Journal (2007); Jornal Pan-Amazônico de Saúde (desde 2009); Anais da Academia Nacional de Medicina (Coeditor, desde 2020); Anais do Instituto de Higiene e Medicina Tropical de Lisboa (Editor para a América Latina, com Fernando Cupertino, desde 2021).